# Попелушко, Ежи
Ежи Александр Попелушко (пол. Jerzy Aleksander Popiełuszko; при рождении Альфонс Попелушко (пол. Alfons Popiełuszko, бел. Альфонс Папялушка); 14 сентября 1947, Окопы, Подляское воеводство — 19 октября 1984, Влоцлавек) — польский римско-католический священник белорусского происхождения, францисканский терциарий, активный сторонник профсоюза «Солидарность» и капеллан его варшавского отделения.
Его убийство сотрудниками Службы безопасности МВД Польской Народной Республики вызвало большой резонанс. Посмертно награждён Орденом Белого Орла. Мученик католической Церкви, причислен к лику блаженных 6 июня 2010 года архиепископом Анджело Амато в Варшаве.

## Жизнь и деятельность
Ежи (первоначально Альфонс) Попелушко родился 14 сентября 1947 года в белорусской католической крестьянской семье Владислава Попелушко и Марианны Гнедзейко в деревне Окопы около Суховоли, Подляское воеводство. Он был харизматичным священником, который первым отправился к бастующим на Варшавский металлургический завод в 1981 году. Впоследствии он был связан с рабочими и профсоюзом «Солидарность», который находился в оппозиции коммунистическому режиму в Польше.
Он был последовательным антикоммунистом и отличался стойкой нонконформистской позицией. В его проповедях смешивались духовные наставления с политическими посланиями, критика коммунистической системы и побуждение людей к протестному поведению. Во время военного положения католическая церковь была единственной силой, которая могла выразить свой протест сравнительно открыто, с регулярным проведением месс, дающих возможность для публичных собраний в церквях.
Проповеди Попелушко регулярно транслировались по радио «Свобода», поэтому он стал известен по всей Польше своей бескомпромиссной позицией против режима. 19 мая 1983 года Попелушко участвовал в многотысячном траурном шествии с гробом Гжегожа Пшемыка. Служба Безопасности МВД ПНР пыталась заставить его замолчать или запугать. Когда эта тактика не сработала, они сфабриковали против него уголовное дело; он был арестован в 1983 году, но вскоре благодаря вмешательству духовенства освобождён и амнистирован.

## Убийство
13 октября 1984 года около Гданьска была подстроена автомобильная авария, чтобы убить Ежи Попелушко, но ему удалось избежать гибели. Альтернативным планом было его похищение, которое было совершено 19 октября. В этот день автомобиль Ежи Попелушко был остановлен на шоссе Варшава — Торунь тремя офицерами Службы безопасности, один из которых был в форме сотрудника дорожной милиции. Священник был жестоко избит. Затем его тело бросили в водохранилище реки Вислы возле Влоцлавека, где оно и было найдено 30 октября.
Новость о политическом убийстве стала причиной беспорядков по всей Польше, а убийцы и один из их начальников были осуждены за преступление. Более 250 000 человек, включая Леха Валенсу, присутствовало на его похоронах 3 ноября 1984 года.
Убийцами Попелушко оказались офицеры IV департамента (спецгруппа D): капитан Гжегож Пиотровский (пол. Grzegorz Piotrowski) и поручики (лейтенанты) Вальдемар Хмелевский (пол. Waldemar Chmielewski) и Лешек Пенкала (пол. Leszek Pękała). Они были арестованы 23 октября 1984 года и предстали перед судом, на котором утверждали, что действовали по своей инициативе. Все трое вместе с их начальником полковником Адамом Петрушкой (пол. Adam Pietruszka) были осуждены на длительные сроки, однако Хмелевский и Пекала были освобождены по амнистии через пять лет заключения, а срок Петровского был сокращён с двадцати пяти лет до пятнадцати, он освободился в 2001 году.
В 1997 году Римская католическая церковь начала процесс беатификации и в 2008 году он получил статус Слуги Божьего. 19 декабря 2009 года Папа Бенедикт XVI подписал декрет о признании его мучеником. 6 июня 2010 года в Варшаве на площади Пилсудского состоялась церемония беатификации Ежи Попелушко. На данном событии присутствовала его мать Марианна Попелушко, которой несколькими днями ранее исполнилось 90 лет.
В 2009 году Попелушко посмертно становится кавалером Ордена Белого Орла.

## Наследие

### Культура
Известный польский композитор Анджей Пануфник (пол. Andrzej Panufnik) написал в память о Попелушко фаготный концерт (Bassoon Concerto, 1985).
Трек под названием «Наставление о Попелушко» представлен английским музыкантом Muslimgauze в альбоме «Фладжелата» (1986). Сторона «B» этого альбома посвящена диссидентам из Советского Союза.
В лондонском театре Алмейда в октябре 1985 года была представлена документальная драма «Предумышленная смерть польского священника» (англ. The Deliberate Death of a Polish Priest) Рональда Харвуда — самый ранний пример театральной интерпретации судебного процесса, в данном случае, процесса по делу убийц Попелушко.
В 1988 вышел художественный фильм «Убить священника» (англ. To Kill A Priest, фр. Le Complot) совместного производства США и Франции, основанный на истории последних лет жизни Ежи Попелушко.
Ещё один фильм, рассказывающий о жизни и смерти Попелушко, был выпущен на экраны Польши в феврале 2009 года. Он называется «Попелушко: свобода внутри нас» (пол. Popieluszko: Wolnosc jest w nas).

### Памятники
- Памятник в форме символичной могилы в виде креста был установлен Польской общиной в Чикаго в саду памяти Св. Гиацинта.
- Памятник в виде бюста с цепью, обёрнутой вокруг его шеи, был установлен католической церковью Св. Хедвига в Трентонe (Нью-Джерси).
- Памятник в виде его изображения стоит также в бруклинском микрорайоне Гринпойнт.
- Памятник также есть в городе Белостоке, Польша.

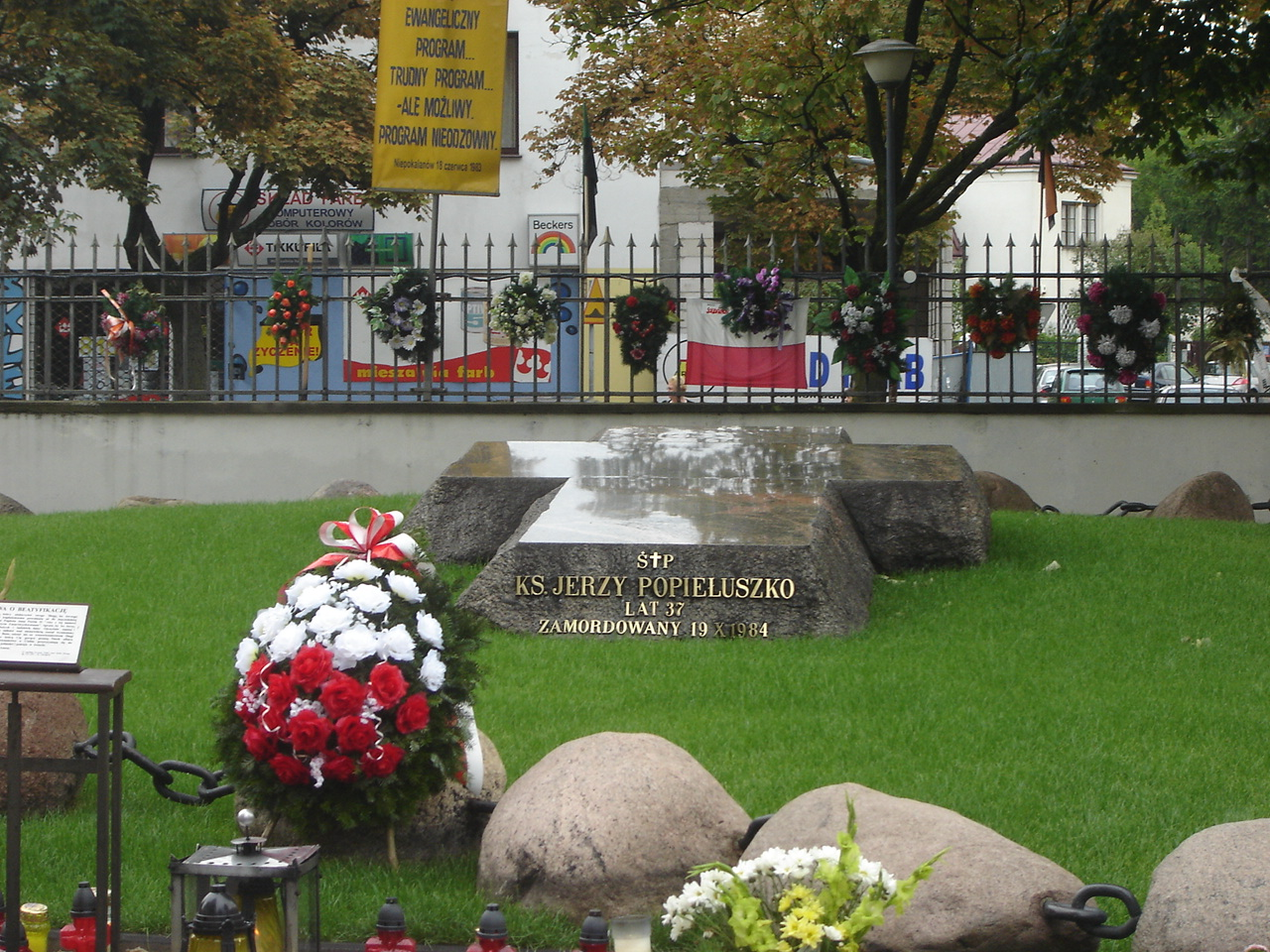
Надгробие отца Ежи Попелушко на территории церкви св. Станислава Костки в Варшаве
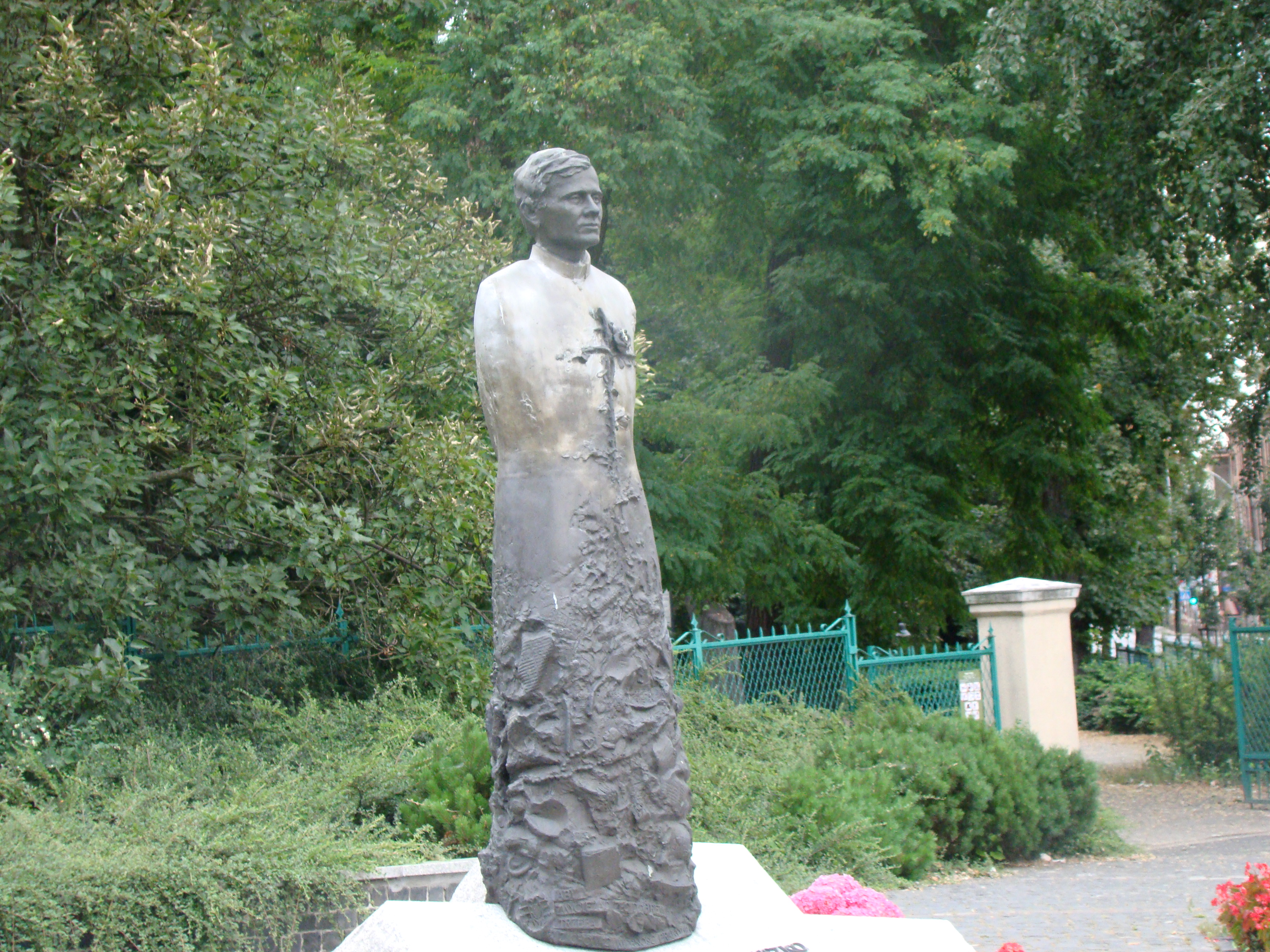
Памятник на Ясной Горе, Ченстохова
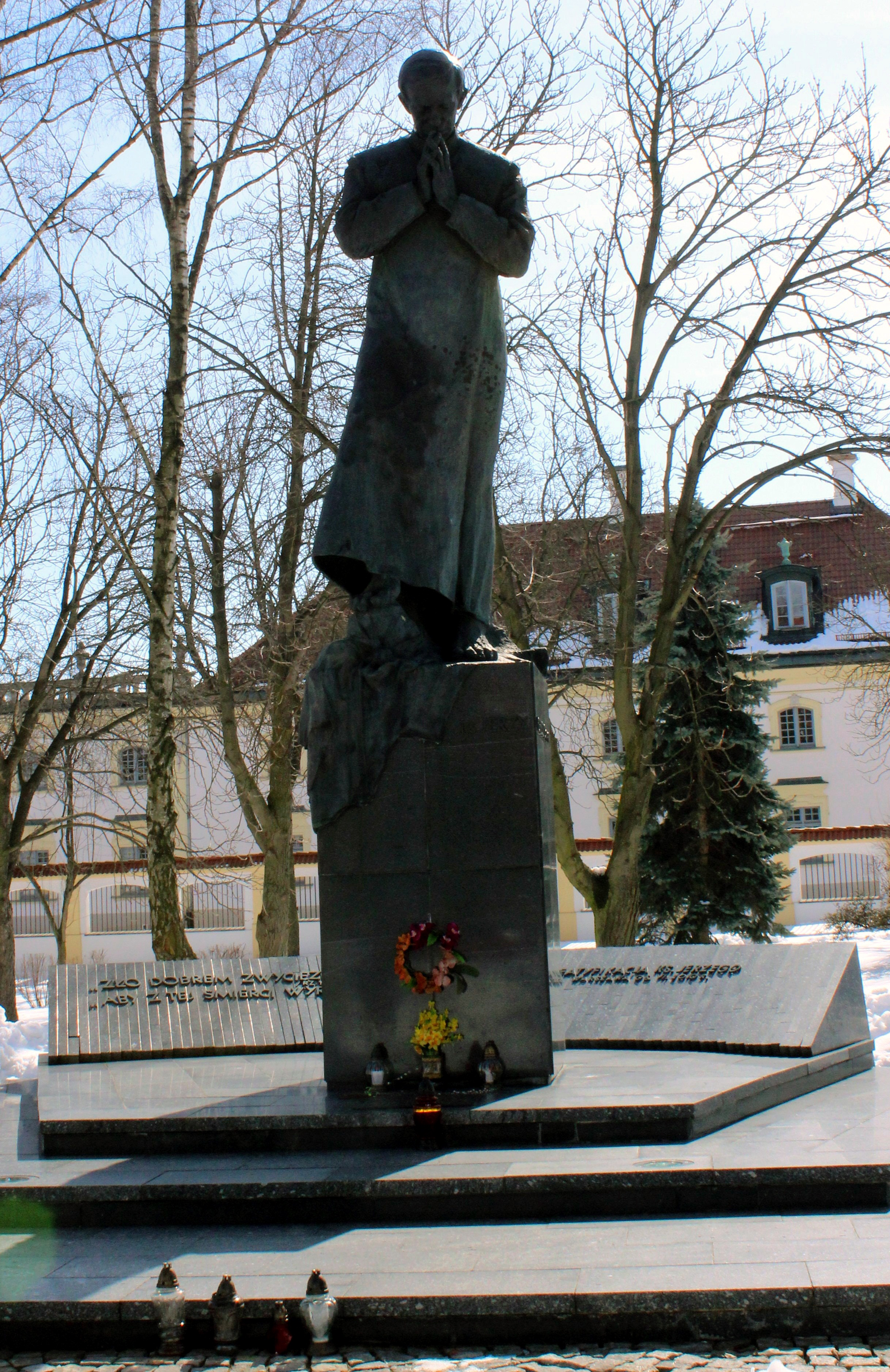
Памятник Ежи Попелушко в Белостоке
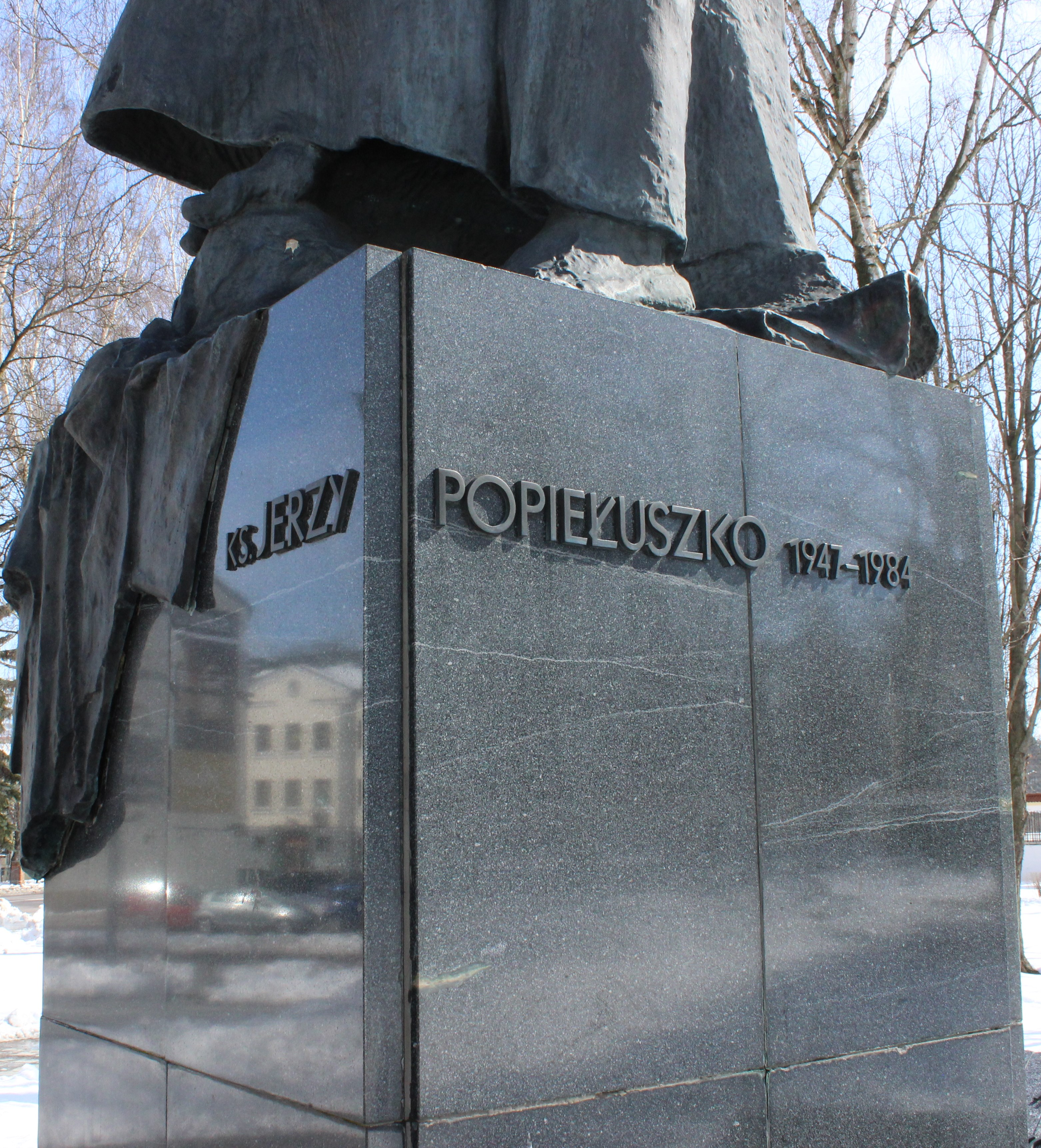
Памятник Ежи Попелушко в Белостоке, фрагмент

## Филателия
- В 2009 году почта Польши выпустила марку с изображением Ежи Попелушко[7].

## Нумизматика
- В 2009 году Национальный Банк Польши выпустил юбилейную монету достоинством в 2 злотых, посвящённую 25-й годовщине смерти Ежи Попелушко.

## Фильмография
- Исторические хроники (1985). Константин Черненко
- Убить священника (1988), фильм режиссёра Агнешки Холланд, в главной роли священника, основанного на образе Ежи Попелушко, — Кристофер Ламберт[8]
- Попелушко: свобода внутри нас[пол.] (2009)

## Книги
- To Kill A Priest: The Murder of Father Popieluszko and the Fall of Communism by Kevin Ruane (London: Gibson Books, 2004),  ISBN 978-1-903933-54-1 / 1-903933-54-4.